# Wereldkampioenschappen rodelen 2023
De wereldkampioenschappen rodelen 2023 werden gehouden van 27 tot en met 29 januari 2023 op de Rennrodelbahn Oberhof in het Duitse Oberhof.

## Wedstrijdschema
| Datum      | Tijd  | Onderdeel             |
| ---------- | ----- | --------------------- |
| 27 januari | 13:04 | Sprint                |
| 28 januari | 08:28 | Dubbels (mannen)      |
| 28 januari | 09:10 | Dubbels (vrouwen)     |
| 28 januari | 11:48 | Individueel (vrouwen) |
| 29 januari | 10:03 | Individueel (mannen)  |
| 29 januari | 13:40 | Team                  |

## Medailles
| Onderdeel          | Goud                                                                 | Goud     | Zilver                                                                  | Zilver   | Brons                                                                   | Brons    |
| Mannen             | Mannen                                                               | Mannen   | Mannen                                                                  | Mannen   | Mannen                                                                  | Mannen   |
| ------------------ | -------------------------------------------------------------------- | -------- | ----------------------------------------------------------------------- | -------- | ----------------------------------------------------------------------- | -------- |
| Individueel        | Jonas Müller Oostenrijk                                              | 1.25,478 | Max Langenhan Duitsland                                                 | 1.25,582 | David Gleirscher Oostenrijk                                             | 1.25,599 |
| Individueel sprint | Felix Loch Duitsland                                                 | 33,544   | Jonas Müller Oostenrijk                                                 | 33,617   | Max Langenhan Duitsland                                                 | 33,666   |
| Dubbel             | Toni Eggert Sascha Benecken Duitsland                                | 1.23,517 | Tobias Wendl Tobias Arlt Duitsland                                      | 1.23,688 | Yannick Müller Armin Frauscher Oostenrijk                               | 1.23,709 |
| Dubbel sprint      | Toni Eggert Sascha Benecken Duitsland                                | 26,248   | Tobias Wendl Tobias Arlt Duitsland                                      | 26,284   | Yannick Müller Armin Frauscher Oostenrijk                               | 26,317   |
| Vrouwen            |                                                                      |          |                                                                         |          |                                                                         |          |
| Individueel        | Anna Berreiter Duitsland                                             | 1.23,991 | Julia Taubitz Duitsland                                                 | 1.24,049 | Dajana Eitberger Duitsland                                              | 1.24,107 |
| Individueel sprint | Dajana Eitberger Duitsland                                           | 26,204   | Julia Taubitz Duitsland                                                 | 26,205   | Anna Berreiter Duitsland                                                | 26,232   |
| Dubbel             | Jessica Degenhardt Cheyenne Rosenthal Duitsland                      | 1.17,619 | Selina Egle Lara Michaela Kipp Oostenrijk                               | 1.17,745 | Andrea Vötter Marion Oberhofer Italië                                   | 1.17,806 |
| Dubbel sprint      | Jessica Degenhardt Cheyenne Rosenthal Duitsland                      | 31,205   | Selina Egle Lara Michaela Kipp Oostenrijk                               | 31,221   | Andrea Vötter Marion Oberhofer Italië                                   | 31,228   |
| Team               |                                                                      |          |                                                                         |          |                                                                         |          |
| Estafette          | Duitsland Anna Berreiter Max Langenhan Toni Eggert & Sascha Benecken | 2.22,266 | Oostenrijk Madeleine Egle Jonas Müller Yannick Müller & Armin Frauscher | 2.22,289 | Letland Kendija Aparjode Kristers Aparjods Mārtiņš Bots & Roberts Plūme | 2.22,666 |

### Medaillespiegel
| Plaats | Land       | Goud | Zilver | Brons | Totaal |
| 1      | Duitsland  | 8    | 5      | 3     | 16     |
| 2      | Oostenrijk | 1    | 4      | 3     | 8      |
| 3      | Italië     | 0    | 0      | 2     | 2      |
| 4      | Letland    | 0    | 0      | 1     | 1      |
| Totaal | Totaal     | 9    | 9      | 9     | 27     |